# Pärlbräken
Pärlbräken(Onoclea sensibilis) är en pärlbräkenväxtart som beskrevs av Carl von Linné.
Onoclea sensibilis ingår i släktet Onoclea och familjen Onocleaceae. Utöver nominatformen finns också underarten Onoclea sensibilis interrupta.

## Bildgalleri

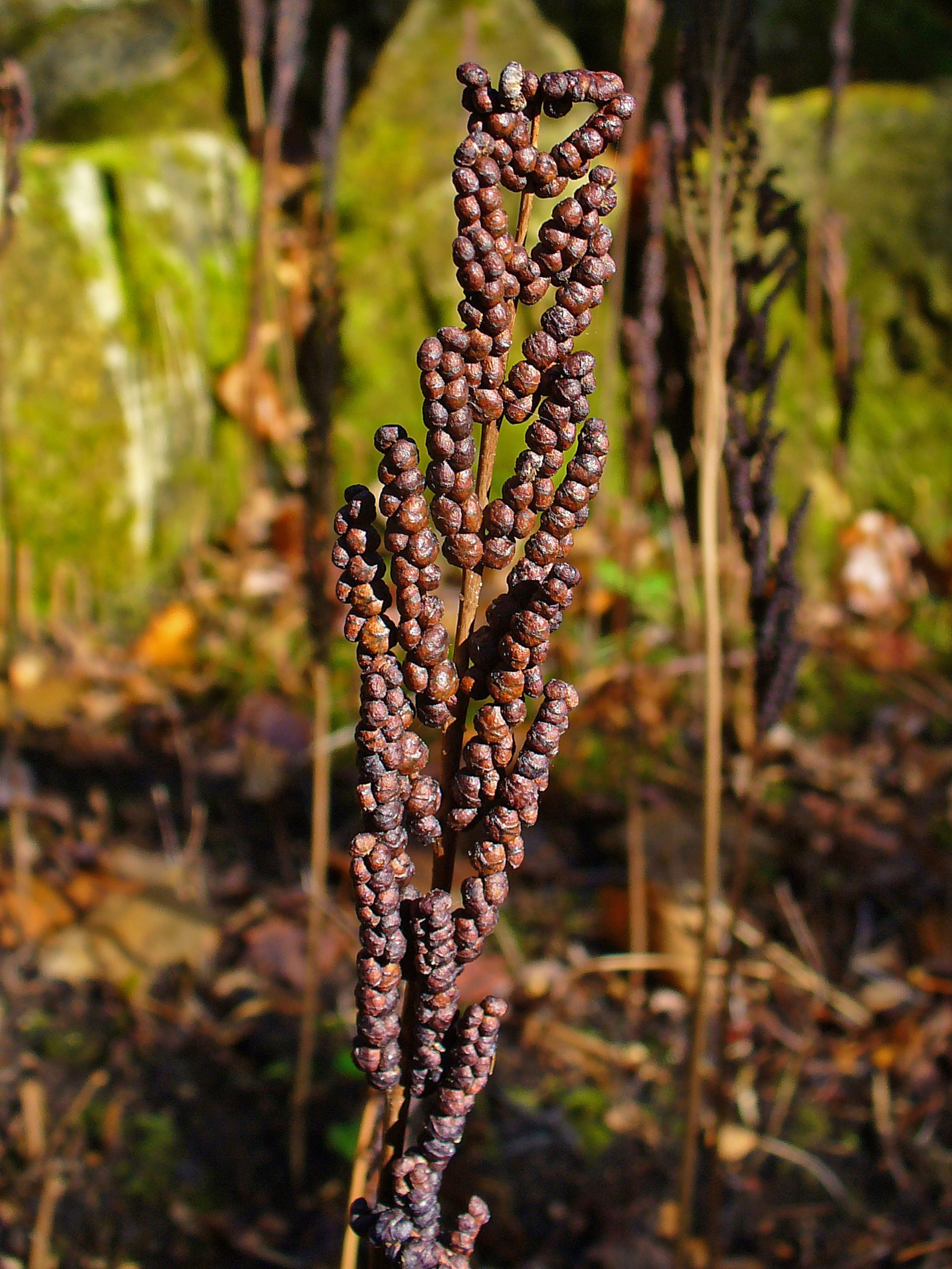
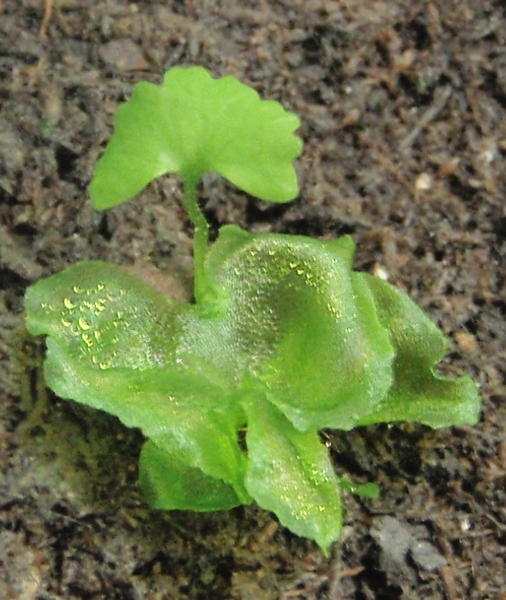